# 馬耳他奧林匹克委員會
馬耳他奧林匹克委員會（Malta Olympic Committee）是馬耳他的國家奧林匹克委員會。該組織成立於1928年，是國際奧林匹克委員會和歐洲奧林匹克委員會的成員。1928年，首次派員參加在荷蘭阿姆斯特丹舉行的夏季奧運會。
現時，馬耳他奧林匹克委員會的總部設在東北部城鎮格济拉，主席是Julian Pace Bonello。

## 資料來源
1. ↑  .   [2014-06-15]. （原始内容存档于2016-10-14）. （页面存档备份，存于）